# António Frasco
António Manuel Frasco Vieira est un footballeur international portugais né le 16 janvier 1955 à Leça da Palmeira, Matosinhos. Il évoluait au poste de milieu offensif.

## Biographie
Grand joueur du FC Porto, passant 11 saisons au club, il remporte 4 championnats et une coupe. Il est finaliste de la Coupe d'Europe des vainqueurs de coupe 1984. Il remporte la  Coupe des clubs champions européens 1986-1987 sous le maillot des dragons.
International, il possède 23 sélections en équipe du Portugal. Il figure dans le groupe participant à l'Euro 1984.

## Carrière

### En tant que joueur
- 1973-1978 :  Leixões SC
- 1978-1989 :  FC Porto

### En tant qu'entraîneur
- 1993 :  Leça
- 1998 :  CD Aves
- 1999-2001 :  Ermesinde
- 2002 :  Dragões Sandinenses
- 2003-2004 :  SC Beira-Mar (adjoint)

## Palmarès
Avec le FC Porto :
- Vainqueur de la Ligue des champions en 1987
- Vainqueur de la Supercoupe d'Europe en 1987
- Vainqueur de la Coupe intercontinentale en 1987
- Finaliste de la Coupe des coupes en 1984
- Champion du Portugal en 1979, 1985, 1986 et 1988
- Vainqueur de la Coupe du Portugal en 1984 et 1988
- Vainqueur de la Supercoupe du Portugal en 1981, 1983, 1984 et 1986